# Arfeuillea
Arfeuillea es un género con una especie de plantas de flores perteneciente a la familia Sapindaceae. 
- Arfeuillea arborescens

- Datos: Q8203985
- Especies: Arfeuillea